# 安卡雷斯山脈
安卡雷斯山脈（西班牙語：Sierra de Ancares）是西班牙的山脈，位於該國西北部，屬於加利西亞山脈的一部分，長95公里、寬32公里，最高點海拔高度1,987米，山體在奧陶紀形成。

## 地质
安卡雷斯山脉位于坎塔布连山脉的西端，其岩石类型主要为板岩、砂岩和石英岩，同时也有石灰岩和千枚岩。

## 生态
这里的主要树木是柳树和普通赤杨，临近河道的地方还有栗树、梣树、歐榛、無梗花櫟和歐洲冬青。在海拔1,600（5,200英尺）的地方主要是白歐石楠和刺柏。主要动物有棕熊等。

## 保护
该地区有许多孤立的农村社区。它们基本上与外界隔绝。直到20世纪中叶，与外界互通的道路才建成。
安卡雷斯山脉的一些重要地区于2006年被联合国教科文组织宣布为生物圈保护区。

## 图集

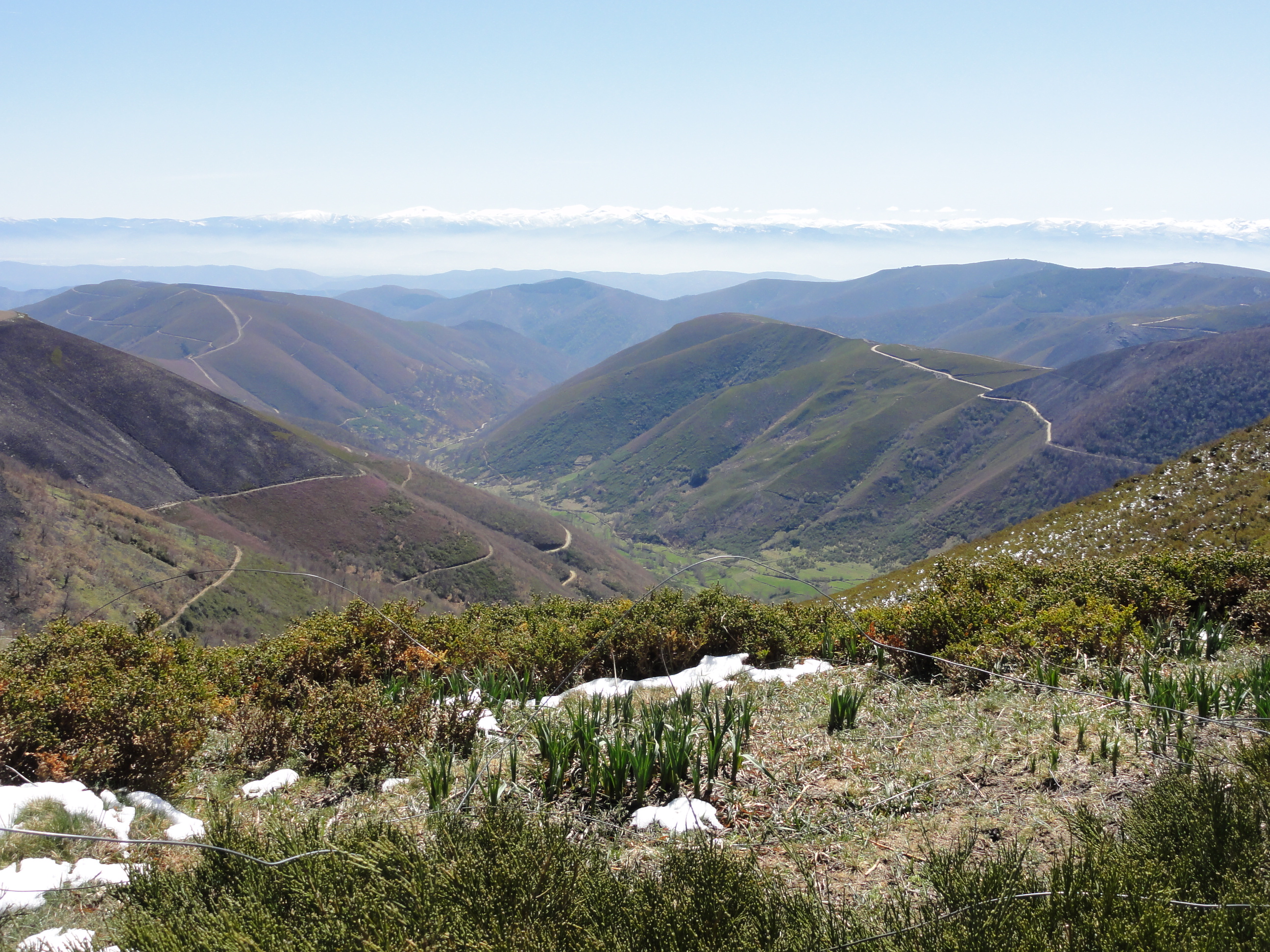
卢戈省
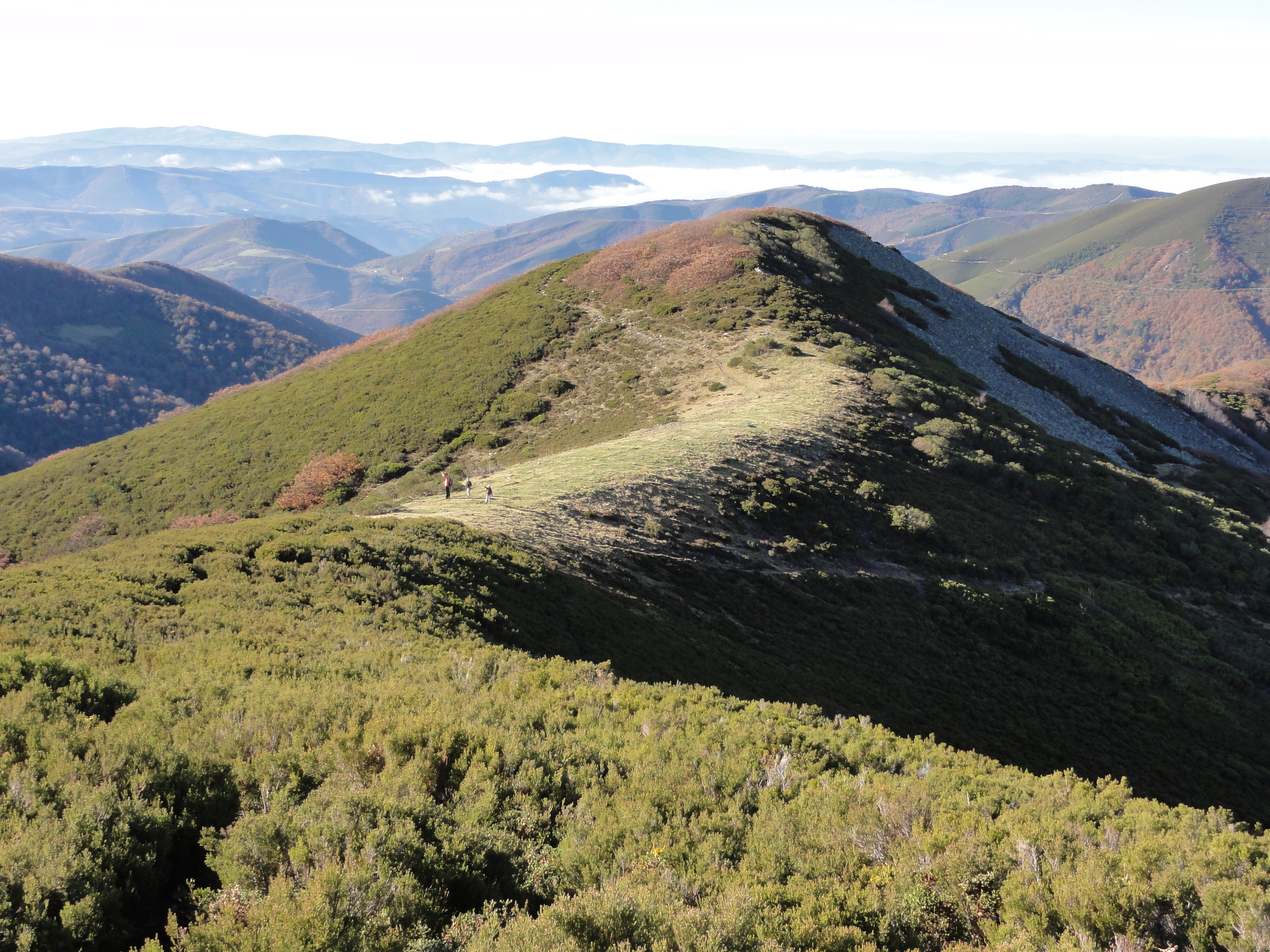
卢戈省
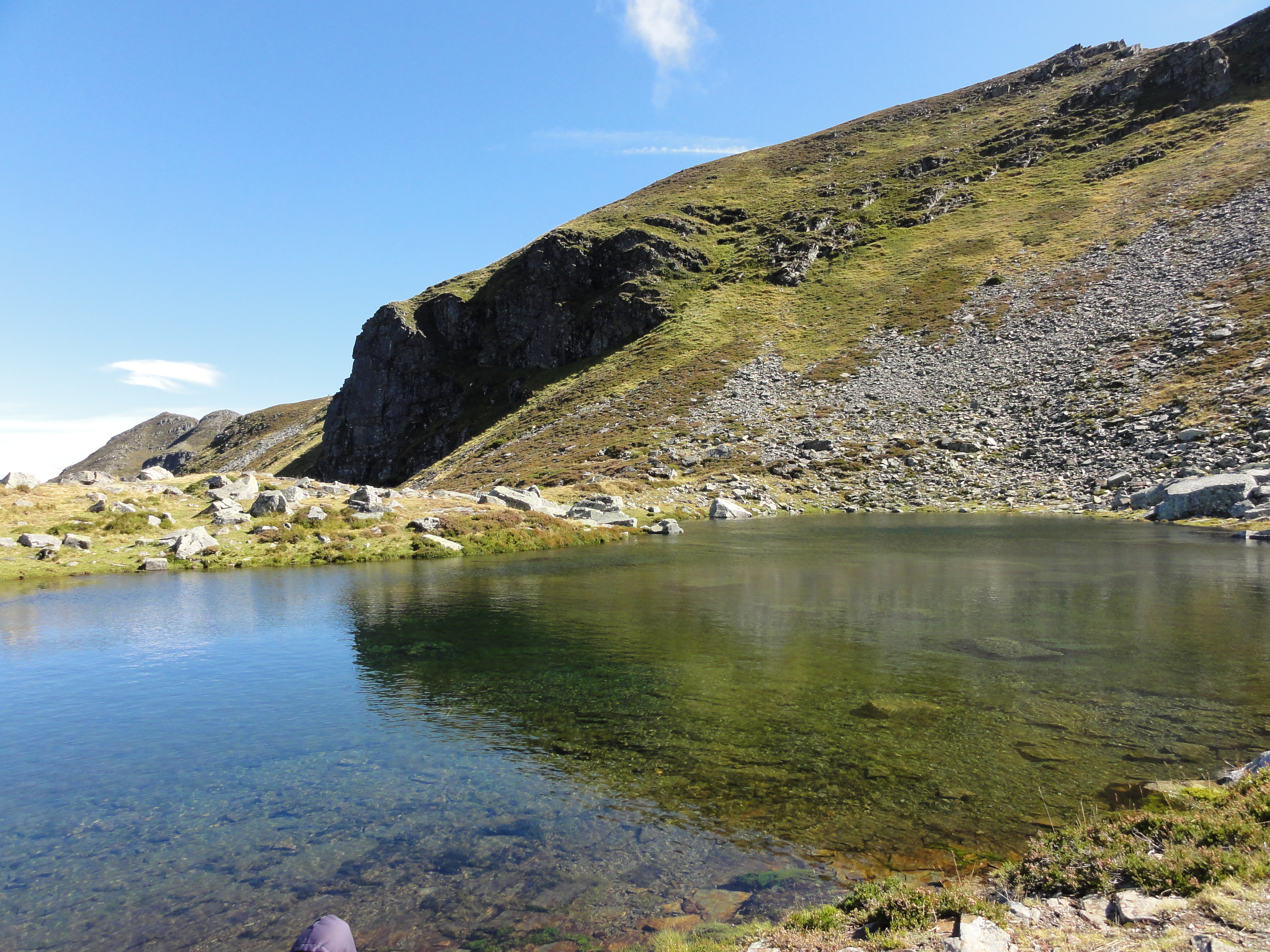
莱昂省
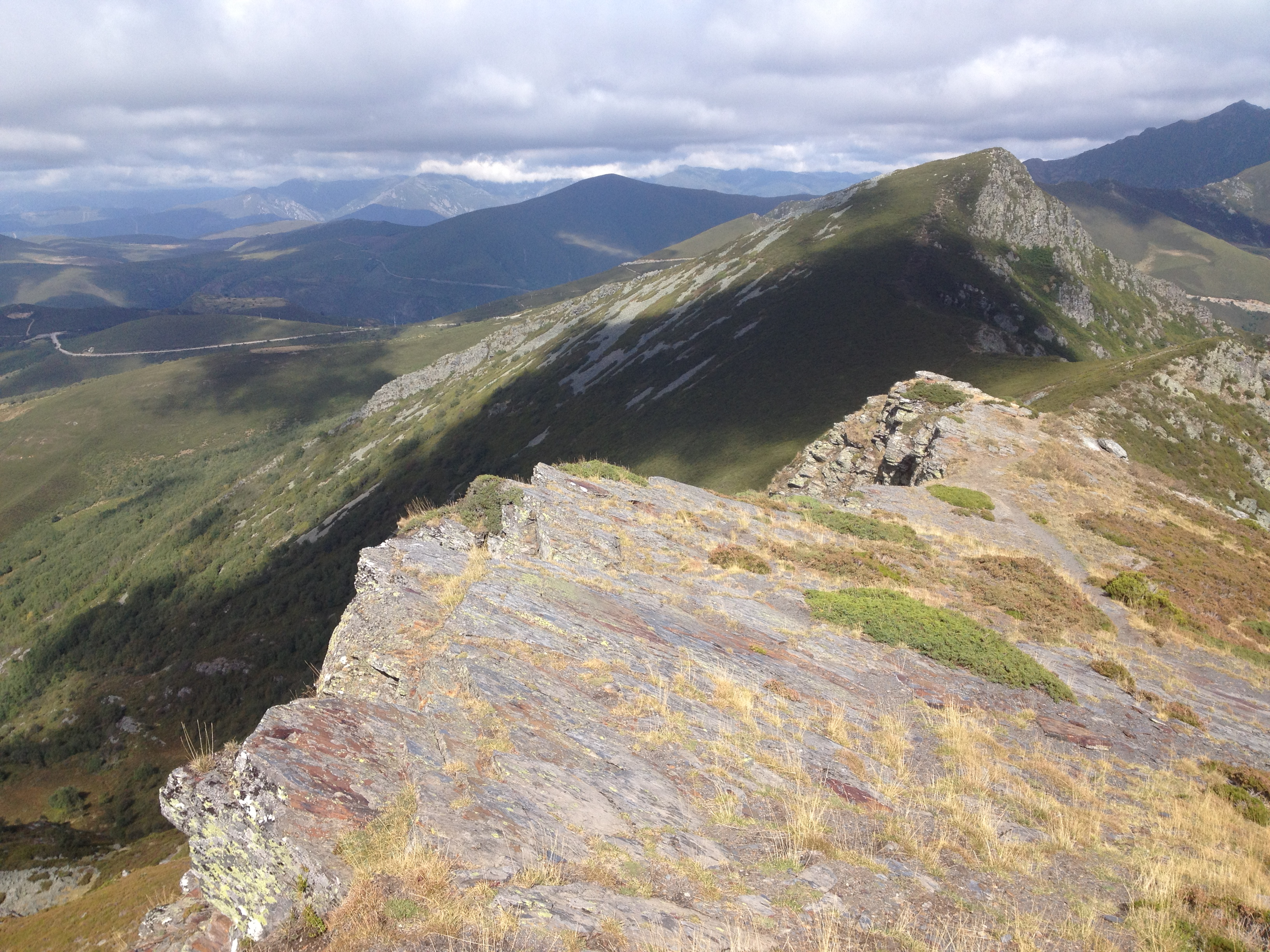
莱昂省